# Haß (1995)
Hass (frz. Originaltitel La Haine [la ɛn]) ist ein französischer Spielfilm von Mathieu Kassovitz aus dem Jahr 1995. Der Film, der das trostlose Leben in den Banlieues Frankreichs schildert, ist in Schwarz-Weiß gedreht. Er zeigt 24 Stunden im Leben der drei jugendlichen Hauptfiguren, deren Welt von Gewalt, Diskriminierung, Rassismus, Perspektivlosigkeit, Drogen und Schikanen (Misshandlung, Körperverletzung, homophobe und rassistische Beleidigungen) durch die Polizei geprägt ist.

## Handlung
Der Film beginnt mit folgenden Worten: „Dies ist die Geschichte von einem Mann, der aus dem 50. Stock von ’nem Hochhaus fällt. Während er fällt, wiederholt er, um sich zu beruhigen, immer wieder: ‚Bis hierher lief’s noch ganz gut, bis hierher lief’s noch ganz gut, bis hierher lief’s noch ganz gut…‘. Aber wichtig ist nicht der Fall, sondern die Landung!“
Der Film erzählt 24 Stunden im tristen, perspektivlosen Leben des Arabers Saïd, des Juden Vinz und des Schwarzen Hubert, drei befreundete Jugendliche, welche in der Pariser Banlieue Chanteloup-les-Vignes leben und jeweils eine der benachteiligen Minderheiten der französischen Gesellschaft repräsentieren. Der Film setzt zu einem Zeitpunkt in das Geschehen ein, als es in dem von Armut, Einwanderung und Kriminalität geprägten Viertel nur ein Thema gibt: die Krawalle zwischen Einwohnern des Viertels und der Polizei in der letzten Nacht. Ausgelöst wurden diese, nachdem während einer Routinekontrolle der Polizei Abdel, „ein Junge aus ihrem Viertel“, lebensgefährlich verletzt wurde und nun im Koma liegt. Vinz findet während der Krawalle den verlorengegangenen Revolver eines Polizisten und nimmt sich vor, einen Beamten zu töten, sollte Abdel sterben. Die Tatsache, dass ein Beamter seine Waffe verloren hat, spricht sich im Viertel und den Medien schnell herum, nur wer der Finder ist, bleibt Geheimnis der drei Hauptfiguren.
Vinz trägt die Waffe, nachdem er sie anfänglich versteckt hatte, fortan immer bei sich, was zu mehreren gefährlichen Situationen sowohl zwischen den dreien und der Polizei als auch mit anderen Personen führt. Dieser Umstand führt zu einem Konflikt in der Gruppe, welcher vor allem zwischen Hubert und Vinz durch mehrere Diskussionen und zeitweilige Trennungen ausgetragen wird. Hubert zeigt sich noch als der Reflektierteste, Vernünftigste der drei und betont, dass er das Leben in der Banlieue satt hat und die Vorstadt verlassen will.
Bei einem gemeinsamen Besuch in Paris werden Saïd und Hubert von der Polizei wegen Ruhestörung festgenommen, Vinz kann flüchten. Die Beamten misshandeln und schikanieren Saïd und Hubert und sorgen dafür, dass sie ihren letzten Zug in ihr Viertel verpassen. Im Bahnhof treffen sie auch Vinz wieder, der auf sie gewartet hat.
Sie gehen dann gemeinsam auf Entdeckungstour durch die Stadt, stören eine Vernissage und versuchen ein Auto zu knacken, was ihnen nach Anlaufschwierigkeiten auch gelingt – um dann allerdings festzustellen, dass keiner von ihnen fahren kann. Im Forum des Halles erfahren sie dann, dass Abdel im Krankenhaus seinen Verletzungen erlegen ist. Vinz’ Rachegelüste führen daraufhin zu einem Streit über die Waffe. Hubert und Saïd trennen sich fürs Erste von Vinz. Später treffen sie auf eine Gruppe Neonazis und werden nur durch den Einsatz von Vinz’ Waffe gerettet. Die Situation spitzt sich damit weiter zu.
Am Morgen kommen die drei zurück in ihr Viertel und verabschieden sich von Hubert, dabei übergibt Vinz die Waffe an diesen. Hubert entfernt sich in entgegengesetzter Richtung von Vinz und Saïd. Vor den beiden hält ein Polizeiauto und Vinz wird grundlos von einem Polizisten, der schon mehrmals vorher im Film als kompromisslos und provozierend in Erscheinung getreten ist, mit dessen Waffe bedroht. Der Polizist hält seine Dienstpistole an Vinz’ Kopf und beschimpft ihn, dass er ohne seine Gang, seine Kollegen, nichts sei. Bei der Rangelei löst sich unbeabsichtigt ein Schuss aus der Pistole und trifft Vinz tödlich in den Kopf, was dem geschockten Beamten aber nur ein leichtes Achselzucken entlockt. Hubert, der Träger der Waffe, war schon beim Anhalten des Polizeiautos misstrauisch geworden und zurück in ihre Richtung gelaufen. Entsetzt beobachtet er den Tathergang und hält dem Polizisten, nach einiger Zeit des Begreifens, die Waffe an den Kopf. Der Polizist richtet seine Waffe auch auf Hubert. Die Kamera zoomt auf Saïd, der auf der anderen Seite des Streifenwagens steht und die Augen schließt. Man hört einen Schuss. Wer geschossen hat, erfährt der Zuschauer nicht.

## Hauptfiguren

### Vinz
Vinz stammt aus einer jüdischen Familie in den Banlieues von Paris und wächst in einer multikulturellen Umgebung auf. Er ist ein junger Mann, etwa Anfang 20. Er ist arbeitslos, hängt viel mit seinen Freunden Hubert und Saïd herum und hat keine wirkliche Lebensperspektive. Er lebt bei seiner Großmutter und hält sich mit Drogenhandel über Wasser. Vinz ist hitzköpfig und aggressiv. Er hat auch eine große Abneigung und Hass gegenüber der Polizei. Wegen seines Freundes Abdel, der von der Polizei verprügelt wurde und nun im Koma liegt, möchte er aus Rache einen Polizisten erschießen. Er will sich auch mit so einer Aktion Respekt verschaffen. Da er während der Krawalle in den Banlieues die verlorene Waffe eines Polizisten findet, die er stolz seinen Freunden präsentiert, ist es seine Absicht, einen Polizisten umzubringen, falls Abdel stirbt. Damit zeigt er auch, dass er für seine Freunde da ist.

### Saïd
Saïd stammt aus Nordafrika und ist ca. 20 Jahre alt. Er lebt mit seinem Bruder und seiner kleinen Schwester in den Pariser Banlieues. Der Rest seiner Familie ist im Gefängnis. Er ist offensichtlich arbeitslos und versucht mit Drogengeschäften an etwas Geld zu kommen. Seine Sprache ist oft sehr unangemessen und oft frauenfeindlich; dazu kommt, dass er sehr viel redet. Saïd ist von den dreien eher der Mitläufer und richtet sich oft nach Vinz und Hubert. Selbst hat er selten eine konstruktive Meinung. Er hängt mit seinen Freunden den ganzen Tag im Viertel herum und versucht die Zeit totzuschlagen. Saïd hält sich aus Streitigkeiten von Vinz und Hubert raus, provoziert aber immer wieder mit unangemessenen Sätzen. Er hinterfragt vieles, obwohl er selbst nie eine passende Lösung findet. Sein Verhalten ist oft recht kindisch und selbst in ernsthaften Situationen scherzt er unangebracht; das ist wahrscheinlich der Grund, weshalb er – selbst wenn er wütend ist – nicht ernst genommen wird.

### Hubert
Hubert ist ca. Anfang 20 und kommt aus Subsahara-Afrika, er lebt bei seiner Mutter und seiner Schwester. Früher war er bei der Marine. Hubert ist arbeitslos und treibt sich viel mit seinen Freunden im Viertel herum. Er versucht aus dem Viertel herauszukommen und es ist sein starker Wunsch, das Leben in der Banlieue hinter sich zu lassen, jedoch findet er keinen Weg. Er war schon einmal im Gefängnis und sein Bruder ist zum Zeitpunkt des Films noch im Gefängnis. Er hatte einen Boxclub, welcher am Anfang des Films aufgrund der Krawalle im Viertel zerstört wurde. Hubert ist eher der Vernünftigste und Reflektierteste in der Gruppe, weshalb er oft Vinz’ Verhalten nicht gut findet und versucht, Eskalationen aus dem Weg zu gehen. Er findet es falsch von Vinz, die Waffe zu behalten, denn er ist sich bewusst, dass es ihre Lage nicht besser machen würde, wenn Vinz einen Polizisten erschießen würde. Trotzdem hält Hubert zu seinen Freunden und beschützt sie.

## Kritiken
„Eine bedrängende Exkursion in das Leben der ‚Banlieue‘ Vorstädte, in denen die Jugendlichen einer hoffnungslosen Zukunft entgegengehen. Die präzise Inszenierung analysiert schonungslos die soziale Zeitbombe und verdichtet dabei ihre zentralen Themen von Gewalt und ihren Folgen, Solidarität und Ohnmacht in eindringlichen Bildern.“

„Kassovitz beherrscht die Mittel eines Spike Lee und notfalls die Clip-Ästhetik, um eindringlich auf Verhältnisse hinzuweisen, die sich als Zeitbombe erweisen könnten,“

## Auszeichnungen
Hass gilt als Meilenstein des französischen Kinos der 1990er und gewann unter anderem beim Filmfestival in Cannes 1995 die Auszeichnung für den besten Regisseur.
- Bester Schnitt (César) – Mathieu Kassovitz und Scott Stevenson
- Bester Film (César) – Mathieu Kassovitz
- Bester Produzent (César) – Christophe Rossignon
- Bester junger Film (Europäischen Filmpreis) – Mathieu Kassovitz
- Bester ausländischer Film (Film Critics Circle of Australia Awards)
- Bester Regisseur (Prix Lumières) – Mathieu Kassovitz
- Bester Film (Prix Lumières) – Mathieu Kassovitz

## Konzeption
Der Film wurde in Anlehnung an ein reales Ereignis gedreht. 1993 wurde während eines Verhörs auf einem Polizeirevier in einer der Banlieues ein sechzehnjähriger Zairer namens Makomé Bowole von einem Polizisten durch einen Schuss in die Schläfe getötet. Bowole war zu diesem Zeitpunkt mit Handschellen an einen Heizkörper gefesselt. Die Ausschnitte am Anfang des Filmes sind echte Videos der Krawalle, die sich in Folge ereigneten.
Der Film des damals 28-jährigen Regisseurs Mathieu Kassovitz erinnert an Filme wie Z oder Boyz n the Hood. Hass wurde durchgehend in schwarz-weiß gedreht.
Er zeigt die Spirale aus Gewalt – ausgehend von beiden Seiten und sich unkontrollierbar durch Taten, Gerüchte und Worte steigernd. Der Hass beider Seiten aufeinander war und ist so unüberwindbar groß, dass es zwangsläufig zur Explosion in Form von Gewalttaten kommen musste.
Der Soundtrack wird von französischen und afrikanischen Rap-Bands gestaltet, deren Musik die bedrohliche und dunkle Stimmung der Bilder noch verstärkt. Ein Nebeneffekt der Veröffentlichung war, dass durch den internationalen Erfolg des Filmes die französische Hip-Hop-Szene auch über die Landesgrenzen hinaus einen höheren Bekanntheitsgrad erlangte. Der französische Rapper Joey Starr ist in seiner ersten Filmrolle zu sehen.
In einer Szene wird die berühmte Taxi-Driver-Spiegelszene adaptiert – Vinz steht mit freiem Oberkörper im Bad und liefert sich ein Rede-„Duell“ mit seinem Spiegelbild.
Regisseur Mathieu Kassovitz hat selbst einen kleinen Auftritt. Er verkörpert im Film einen der Skinheads.

## Nachfolger
1997 erschien Brennender Asphalt (frz. Originaltitel Ma 6-T va crack-er) von Jean-François Richet. Der Film erzählt die Vorgeschichte von Hass, lief aber nur wenige Tage in den Kinos von Paris, weil befürchtet wurde, dass der Streifen zu Randale anstifte.